# Vila Barbaro
Vila Barbaro, znana tudi kot Villa di Maser, je velika vila v Maserju v deželi Benečiji v severni Italiji. Zasnoval in zgradil jo je italijanski renesančni arhitekt Andrea Palladio s freskami Paola Veroneseja in kipi Alessandra Vittoria za Danieleja Barbaro, oglejskega patriarha in veleposlanika angleške kraljice Elizabete I. ter njegovega brata Marcantonija, veleposlanika francoskega kralja Karla IX.. Vilo je UNESCO leta 1996 dodal na seznam svetovne dediščine.

## Zgodovina
Zemljišče je prvotno pripadalo družini Arbil in nato Giustiniani, preden je postalo last družine Barbaro. Oblasti se razlikujejo glede datumov za gradnjo vile. Arhitekturni zgodovinar Adalbert dal Lago navaja, da je bila zgrajena med letoma 1560 in 1570, medtem ko drugi trdijo, da je bila vila večinoma dokončana do leta 1558. Hobson se strinja z dal Lagom, da je bil datum začetka verjetno 1560. Do tega datuma je Palladio priskrbel ilustracije za eno od Danielejevih publikacij, komentar na spise rimskega arhitekta Vitruvija. Hobson pripisuje Danieleju zasluge ne le za gradnjo vile, ampak tudi za izbiro arhitekta in kiparja Alessandra Vittoria. Čeprav je bil Daniele bolj znan kot poznavalec umetnosti, je bila vila dolgoročno namenjena uporabi Marcantonijeve družine in potomcev.
Po izumrtju družine Barbaro je vila po ženski liniji prešla v last družine Trevisan in nato Basadonna, ki ji je sledil Manin. Ludovico Manin, zadnji beneški dož, jo je prodal Gianu Battisti Colferaiju, ki jo je imel v najemu nekaj let.
Vilo je leta 1850 kupil bogati industrialec Sante Giacomelli, ki jo je začel prenavljati, pri čemer je uporabil dela umetnikov, kot sta Zanotti in Eugene Moretti Larese. Med prvo svetovno vojno je vilo uporabljal kot štab general Squillaci iz italijanske tretje armade.
Leta 1934 je grof Giuseppe Volpi di Misurata, ustanovitelj beneškega filmskega festivala in oče Giovannija Volpija, kupil vilo za svojo hčer Marino, ki je nadaljevala z obnovo. Tam danes živijo Marinini potomci.
Leta 1996 je UNESCO Vilo Barbaro uvrstil na seznam svetovne dediščine kot »Mesto Vicenza in Palladijeve vile v Benečiji«, ki vključuje več kot dvajset vil. Odprta je za javnost. V kompleksu je tudi kmetija, ki prideluje vino, poimenovano po vili.

## Arhitektura
Palladio je vilo načrtoval na nizkih linijah, ki se raztezajo v velik park. Tloris pritličja je kompleksen: pravokoten s pravokotnimi prostori na vzdolžni osi, osrednji blok štrli in vsebuje glavno sprejemnico. Osrednji blok, ki je zasnovan tako, da spominja na portik rimskega templja, krasijo štirje jonski stebri, motiv, ki se zgleduje po templju Fortune Virilis v Rimu. Osrednji blok je nadgrajen z velikim pedimentom s heraldičnimi simboli družine Barbaro v reliefu. Pod pedimentom je latinski napis na entablaturi, ki posveča vilo očetu bratov; napis prevaja: »Daniel Barbaro, oglejski patriarh, in njegov brat Marcantonio, sinova Francesca Barbara«.
Osrednji blok obdajata dve simetrični krili. Krili imata dve nadstropji, vendar je spredaj odprta arkada. Običajno je Palladio zasnoval krila, da bi zagotovil funkcionalno namestitev za kmetijsko uporabo. Vila Barbaro je nenavadna, ker ima zasebne bivalne prostore na zgornjem nivoju barchesse (to so sobe za arkadami obeh kril). Posestvo Maser je bilo dokaj majhno in ne bi potrebovalo toliko skladiščnih površin, kot je bilo zgrajeno na primer pri vili Emo.
Krili se zaključujeta s paviljoni, ki imajo velike sončne ure, nameščene pod pedimenti. V paviljonih so bili v zgornjem nadstropju golobnjaki, spodnji prostori pa so bili namenjeni vinarstvu, hlevu in domači rabi. V mnogih Palladijevih vilah so bili podobni paviljoni komaj kaj več kot vsakdanja kmetijska poslopja za skrito fasado. Tipična značilnost arhitekture Palladijeve vile je bilo veliko kopiranja in spreminjanja v arhitekturi Palladia, ki se je zgledovala po izvirnih načrtih Palladia.

## Notranjost
Notranjost piano nobile je poslikana s freskami Paola Veroneseja v umetnikovem najsodobnejšem slogu tega obdobja. Te slike predstavljajo najpomembnejši cikel fresk tega umetnika in so bile navdih za številne freske, ki so jih naslikali drugi umetniki vil v tistem času. Freske so datirane v začetek 1560-ih ali nekoliko prej. Če opišem freske po sobah: v Dvorani Olimpa je Veronese naslikal Giustiniano, gospodarico hiše in ženo Marcantonija Barbaro, z njenim najmlajšim sinom, dojiljo in družinskima ljubljenčkoma, papigo in psom španjelom. Družinski pes se pojavi tudi v drugi sobi, Sobi malega psa. Soba Crociera prikazuje namišljene pokrajine in osebje vile, ki kuka okoli vrat trompe l'oeil. Soba z oljenkami ima slike, ki simbolizirajo krepostno vedenje in moč. Bakhova soba prikazuje prizore vinarstva in dimnik, vklesan s figuro obilja, ki odraža bukolične ideale in sijaj vile. Stropna freska severnega salona je upodobitev planetov, ki jih predstavljajo klasična božanstva, ki so povezana z znamenji zodiaka. Gaia, boginja Zemlje, je očitno upodobljena na zmaju.

## Cerkev (Tempietto Barbaro)
Proti koncu svojega življenja je Palladio dobil priložnost zgraditi cerkev Tempietto Barbaro, ki bo služila vili Barbaro in vasi Maser. Ni gotovo, kdaj je bil zgrajen Tempietto Barbaro, toda napis na frizu iz leta 1580 navaja imena Palladia in njegovega mecena Marcantonio Barbaro. Tempietto in Teatro Olimpico sta bili zadnji Palladijevi deli in tradicija pravi, da je umrl v Maserju med delom na stavbi.
Pri Maserju sta se mecen in arhitekt dogovorila za centralno stavbo, ki je tesno sledila klasičnim modelom. Pri nekaterih drugih cerkvenih naročilih, kot je Redentore (ki je soroden dizajn Tempiettu), je bil Palladio prisiljen nasprotovati svojim nagnjenjem in zagotoviti dolgo ladjo, toda pri Maserju je imel mecena, ki je raje imel centralni tloris. Povezava sprednje strani templja s kupolasto stavbo se nanaša na Panteon. Dolgo raztegnjen portik z nenavadno strmimi razsežnostmi vodi skupaj z diagonalnimi deli pedimenta do dveh majhnih zvonikov, ki prehajata navzgor na kupolo. Pet prostorov je uokvirjenih s stebri, ki so podobni srednjim štirim stebrom v svoji entazi in zoženosti. Fasada je verjetno prvotno gledala na majhen trg.
Notranjost ima štukature, ki jih pripisujejo Alessandru Vittorii. Entablatura je zaključena z bogato dekoracijo kerubinov in vitic ter ustvarja prehod v kupolasti obok, skupaj z balustrado.
Palladio izmenjuje globoke niše na pravokotnem tlorisu in zaprte stenske površine s figuralnimi tabernaklji med osmimi pravilnimi polstebri. Spodnji del stavbe zaključuje neprekinjena letev, katere profil – trije ravni pasovi, ki so med seboj kontrastni z ovolo profilacijo – je prevzet od arkadnih lokov. Dve obliki valja in polkrogle arhitekt nasproti postavi s ponovnim poudarjanjem horizontal, poleg tega pa ju razdeli na otipljivo zemeljsko cono in na svetlobno, nebesno, ki je ni mogoče natančno izmeriti z očesom.
- Del tempieta (Bertotti Scamozzi, 1783)
- Tloris cerkve (Ottavio Bertotti Scamozzi, 1783)
- Tempietto Barbaro

## Nimfej
Običajno se Palladio ni vpletal v podrobnosti načrtovanja vrta. Vendar pa je pri Maserju klasičen vrt, nimfej. Ta obokana arhitekturna stavba uokvirja naravni izvir in je nanj lahko vplival nimfej v vili Giulia.
Ima sedem figuralnih kipov v nišah in štiri skoraj samostoječe figure, ki jih je morda izrezljal sam Marcantonio Barbaro. Izvir tvori tolmun, ki ga lahko uporabljamo za ribolov. Voda je tekla tudi v kuhinjo in zalivala vrtove.

## V popularni kulturi
V 1990-ih je bila vila prikazana v produkciji ameriškega televizijskega voditelja Boba Vile za A&E Network (Guide to Historic Homes: In Search of Palladio).
Pred kratkim je vila pritegnila pozornost britanskega TV voditelja Dana Cruickshanka, ki je stavbo predstavil v seriji BBC (Dan Cruickshank's Adventures in Architecture). 
Pojavila se je tudi v 3. epizodi, Picturing Paradise, BBC-jeve serije Civilisations, ki jo je predstavil Simon Schama in je bila prvič predvajana leta 2018.